# Bataille de la route de Raate
 (octobre 2023).
Guerre d'Hiver
Batailles
- Tolvajärvi
- Suomussalmi
- Taipale
- Route de Raatte
- Honkaniemi
- Kollaa
- Salla

La bataille de la route de Raate est une bataille de la guerre d'Hiver qui opposa l'URSS et la Finlande en janvier 1940, sous-partie de la bataille de Suomussalmi. Cette bataille est une preuve de l'efficacité de la technique de combat finlandaise du motti.
Le 7 décembre 1939, la 163e division de l'Armée rouge conquiert la ville de Suomussalmi mais se trouve alors piégée profondément à l'intérieur du territoire finlandais et la 44e division soviétique (ru) (venue d'Ukraine) est envoyée en renfort de la 163e. Lors de la bataille qui en découle, la 9e division (fi) de l'armée de terre finlandaise du colonel Hjalmar Siilasvuo détruit entièrement la 44e division d'infanterie soviétique d'Alexeï Vinogradov sur la route de Raate à Suomussalmi.

## La bataille
Au début de la bataille de la route de Raate, la 9e division de Siilasvuo a déjà mis hors de combat la 163e division soviétique. Après cela, la division reçoit l'ordre d'attaquer et de détruire la 44e division qui est alors stoppée sur la route près de Haukila, à 12 km de Suomussalmi. Cette bataille décisive débute le 5 janvier 1940, à 8 h 30.
La 9e division finlandaise est composée de quatre escadrons, chacun nommé du nom de leur commandant. Les combats se concentrent sur Haukila où est stationné le gros des troupes soviétiques et où les escadrons Mandelin et Mäkiniemi attaquent. L'escadron Mäkiniemi avait commencé ses mouvements autour de Haukila déjà quelques jours avant le début officiel de l'attaque. Au même moment, le 3e régiment du NKVD, nouvellement constitué, arrivait en renfort de la 44e division.
Au matin du 6 janvier, les troupes finlandaises tenaient de solides positions défensives, renforcées par des mines en plusieurs points, au beau milieu de la colonne soviétique. Durant la journée du 6 janvier, d'importants combats surviennent tout le long de la route de Raate tandis que les Finlandais continuent à réduire la 44e division soviétique en petits groupes. Les Soviétiques tentent, mais sans succès, de franchir les obstacles en pierre disposés sur la route par les Finlandais, perdant de nombreux chars au cours d'attaques vaines. Finalement, à 21 h 30, Vinogradov ordonne tardivement le repli de sa division.
Les troupes soviétiques, désespérées, commencèrent à se désagréger en se dirigeant vers le nord. Ces soldats avaient déjà tenté de s'échapper par l'est, mais ils s'étaient vu bloqués par l'escadron Kari. Plus à l'est, l'escadron Fagernäs ne parvient toutefois pas à garder le pont sous contrôle finlandais. Le 7 janvier, l'escadron Fagernäs recapture le pont et toute résistance soviétique organisée cesse en fin de matinée. Le nettoyage dure encore deux jours, durant lesquels les Finlandais encerclent des centaines d'Ukrainiens, morts de faim et de froid.
Les restes de la division d'infanterie parviennent à échapper à l'encerclement en fuyant de l'autre côté de la frontière, s'échappant par petits groupes.

## Suites de la bataille

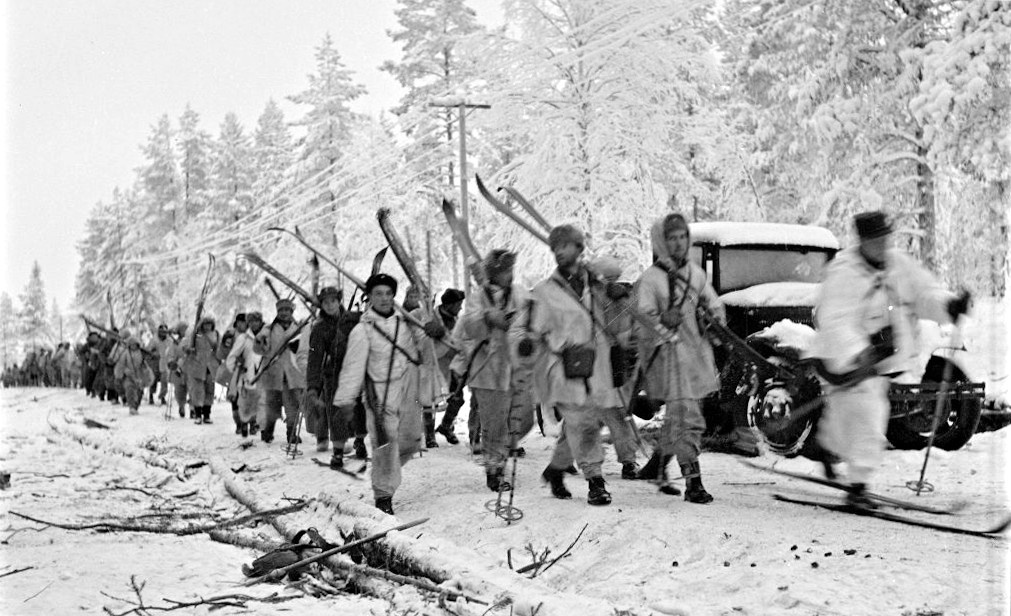
Soldats finlandais.

La Finlande, souffrant d'une carence en équipements, capture 43 chars, 71 canons d'infanterie et anti-aériens, 29 canons antichars, 100 mitrailleuses, des véhicules blindés, des chenillettes, 260 camions, 1 170 chevaux, et des armes d'infanterie en grand nombre dont 6 000 fusils, un avion, des munitions et du matériel médical.
Le commandant soviétique, Alexeï Vinogradov, et deux de ses officiers en chef survécurent à la bataille. Lorsque quatre jours plus tard ils atteignent les lignes soviétiques, ils passent en cour martiale. Jugés coupables de la perte de 55 cuisines roulantes devant l'ennemi[réf. nécessaire], ils sont exécutés peu après.
Par la suite, la zone ne connut plus que quelques escarmouches. De nos jours, l'ancien champ de bataille tient lieu de célébration dédié aux morts des deux camps, au pied du Monument de la Guerre d'Hiver. Ce mémorial comprend un champ planté de milliers de pierres, pierres tombales symboliques des milliers de soldats soviétiques tombés au cours des combats.